# Gouden rijder

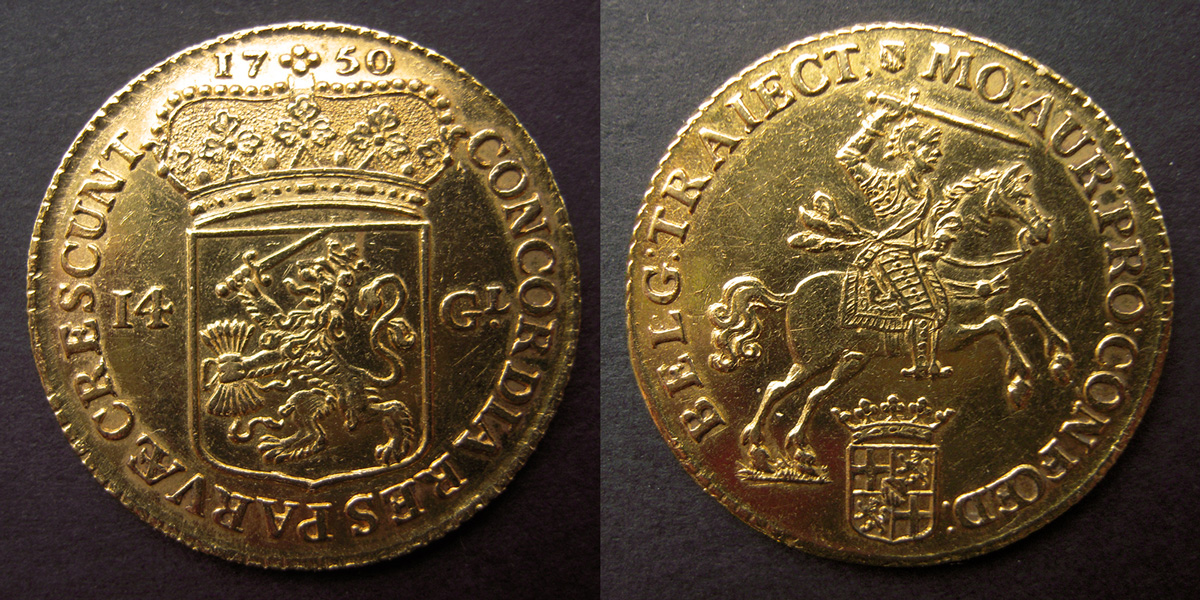
Gouden rijder van Utrecht, 1750.

De gouden rijder was een Nederlandse gouden munt in de 17e en 18e eeuw. De munt was vanwege zijn hoge waarde geen alledaagse verschijning en vooral bedoeld voor grotere transacties in het Nederlandse handelsverkeer.

## Type I 1581-1645
De gouden rijder werd voor het eerst uitgegeven door de provincies Gelderland, Friesland en Overijssel van 1581-1599 tegen een koers van 6 gulden. Om winst te maken, werd de munt ver boven zijn intrinsieke waarde in omloop gebracht. De naam gouden rijder grijpt terug op goudstukken uit de late middeleeuwen, zoals het goudstuk van Filips de Goede (1419-1467) uit de Bourgondische Nederlanden. De voorzijde toonde het provinciewapen met het omschrift: “Concordia res parvæ crescunt”, vrij vertaald:  ‘Eendracht maakt macht”. De keerzijde toonde een geharnaste ridder met geheven zwaard op een steigerend paard.
Met de muntordonnantie van 1606 bepaalde de Staten-Generaal van de Republiek dat de gouden rijder geslagen zou worden door alle provincies behalve Groningen. Op de gouden rijder van type I stond geen waarde aangegeven. De koers werd verhoogd tot 10 gulden en 2 stuivers en kwam qua gehalte (22 karaat) overeen met de Engelse Unité. Dit kwam de handel met onze belangrijkste bondgenoot in die dagen ten goede. Ook kon men met dit goudgehalte buitenlandse goudstukken beter tot gouden rijders ommunten. Het gehalte van de gouden dukaten was dermate hoog dat ommunting tot dukaten op problemen stuitte. 
De gouden rijder werd geen groot internationaal succes zoals de dukaat en zou vooral voor binnenlands gebruik in omloop blijven, en daardoor bleef de vraag beperkt. In 1645 werd de muntslag van gouden rijders gestaakt.

## Type II 1749-1764
De aanmunting van de gouden rijders werd hervat nadat in het 2e kwart van de 18e eeuw de goudprijs was gedaald. Daardoor verschenen grote aantallen oude gouden dukaten weer in omloop. Vele daarvan waren gesnoeid of versleten zodat ze niet meer de waarde van een dukaat hadden. 
De regering besloot om deze te lichte dukaten in te nemen, om te smelten, en te vermunten tot nieuwe goudstukken. De gouden rijder leende zich daartoe uitstekend vanwege het wat lagere goudgehalte. De gouden rijder woog 10 gram, was 28 mm in doorsnee en was om snoeien tegen te gaan voorzien van een kabelrand. Door de rijders een vaste koers van 14 gulden te geven kon deze ommunting winst opleveren. Zolang de goudprijs laag bleef, was het zelfs mogelijk om nieuw goud met winst te vermunten tot gouden Rijders. Er werden ook halve gouden rijders aangemunt met de waarde van 7 gulden.
In de loop van 1764 liep de goudprijs weer op. De aanmunting was niet meer rendabel en kwam definitief tot een einde, en de munten verdwenen uit de omloop doordat ze werden achtergehouden. Immers, de intrinsieke was nu hoger dan de nominale waarde. Veel gouden rijders hebben slechts kort gecirculeerd, met name de na 1760 geslagen exemplaren.
De gouden rijder werd vanaf eind 18e eeuw vooral als sieraad gebruikt. De inventarissen uit de boedelbank tonen evenwel dat de gouden rijder nog tot ver in 19e eeuw als betaalmiddel dienst deed.

## Trivia
Op de toren van het Muntgebouw te Utrecht staat een koperen windvaan die een gouden rijder voorstelt. De windvaan is ontworpen door rijksbouwmeester Cornelis Peters.